# Primer día
«Primer día» es una canción de la cantante y compositora mexicana-estadounidense Julieta Venegas junto en colaboración con el rapero argentino Dante Spinetta, que forma parte de su  disco Limón y sal. Salió justo antes del verano de 2007 y subió puestos en gran parte de las listas hispanas. Llegó a la posición N° 10 en el Chile Singles Charts, 12 en Argentina y en España alcanzó la posición N°13.

## Canción
Fue escrita por Julieta Venegas y Dante Spinetta y fue producida por Cachorro López.
La canción trata sobre dos personas que ha terminado ya pero por primera vez dirán qué es lo que sienten después de haber terminado con su relación.

## Video musical
Fue grabado en Argentina por Joaquín Cambre.
El vídeo comienza con Dante diciendo a Julieta "No hay rancor, nena. Diles cómo fue, Julieta". Ella toma un taxi que la lleva a recorrer Buenos Aires mientras canta. Sale Dante llevando una carretilla con Sandias pero choca porque el taxi donde iba Julieta se detiene y toda la fruta que traía sale volando, mientras ella observa como caen. Después aparecen letras japonesas, Dante rapeando y Julieta con un Quimono peleando contra samuráis ,uno de los cuales le corta la Cabeza. Aparecen animaciones pero ahora con temática de un Casino, después un Acordeón tocándose solo. Aparece Julieta en una lluvia de Naranjas y al final Julieta y Dante aparecen en un mercado Chino cantando.
El video quedó en la posición #36 en Los 100 + pedidos Norte y en la #66 del Sur.

## Lista de canciones
CD Promo
1. Primer día

## Posicionamiento en las listas

### Semanales
| Argentina | Top 20 Argentina         | 12 |
| Chile     | Top 20 Chile             | 10 |
| España    | Los 40 Principales       | 14 |
| México    | Monitor Latino           | 37 |
| Venezuela | Récord Report (Pop/Rock) | 9  |

## Premios y nominaciones
- OVMALA
  - Mejor Vestuario Para Un Vídeo - Ganadora
  - Mejor Maquillaje Para Un Vídeo - Ganadora